# Roman Dżeneladze
Roman Michajłowicz Dżeneladze (ros. Роман Михайлович Дзнеладзе, gruz. რომან ძნელაძე; ur. 12 kwietnia 1933 w Tbilisi. zm. 11 kwietnia 1966 w Terdżoli) – radziecki zapaśnik walczący w stylu klasycznym. Brązowy medalista olimpijski z Melbourne 1956, w kategorii do 62 kg.

## Życiorys
Mistrz ZSRR w 1956; trzeci w 1952 roku. Skończył karierę w 1957 roku. Zginął w wypadku samochodowym razem z mistrzem olimpijskim z 1960 Awtandiłem Koridze.